# Monquartier
Monquartier est un média hyperlocal numérique portant sur les enjeux liés au développement social, économique, communautaire, culturel et politique des quartiers centraux de Québec. 

## Histoire
Arnaud Bertrand fonde en 2008 le blogue Monlimoilou.com afin de changer le traitement médiatique du quartier Limoilou. Un an plus tard, en 2009, le blogue affiche 4 000 lecteurs mensuels, et en revendique 30 000 depuis 2012,.  
En 2012, deux nouvelles éditions sont lancées, Monsaintroch.com ainsi que Monsaintsauveur.com,. Ces portails assortis de blogues deviennent progressivement des médias d'information hyperlocaux.
La quatrième édition Monmontcalm.com voit le jour en 2014, d'abord sour la forme d'une franchise avant d'être transférée à Arnaud Bertrand. Elle est, en 2015, à l'initiative d'une installation temporaire dans le quartier Montcalm,.
En 2017, les quatre médias hyperlocaux sont regroupés sous la bannière Monquartier. La plateforme revendique, cette même année, 70 000 visiteurs uniques mensuels,. 
Fin 2024, deux nouveaux secteurs sont ajoutés au réseau avec Monvieuxquebec.com et Monsaintjean.com. 

## Ligne éditoriale

### Fonctionnement
La plateforme a pour objectif initial de regrouper les entreprises et organismes des quartiers centraux de Québec ,.
Les médias hyperlocaux sont initialement participatifs et alimentés par des blogueurs locaux. Ceux-ci sont historiens, urbanistes, enseignants, etc.,. Progressivement, la coordination du contenu a été confiée, en interne, à des journalistes professionnels, passant ainsi de l'appellation d'un blogue à celui de média. 
En raison de « la proximité étroite entre ceux qui couvrent l’actualité et ceux qui l’alimentent », les contributeurs s'astreignent à couvrir des sujets sur lesquels ils sont, notamment, impliqués,.

### Publications
Monquartier inclut quatre sites web de quartier : Monlimoilou.com, Monsaintsauveur.com, Monsaintroch.com et Monmontcalm.com. Ils correspondent à trois quartiers de la Basse-Ville, Limoilou, Saint-Sauveur, Saint-Roch ainsi qu'à deux quartiers de la Haute-Ville, Montcalm et Saint-Sacrement.  Leurs articles d'information, chroniques et annonces se retrouvent également rassemblés sur Monquartier.quebec.  
Les sites publient des informations de proximité sur la vie du quartier, la création de commerces ou sur la tenue d'évènements,.  
Dans le quotidien La Presse, la directrice du Centre d'études sur les médias et professeure titulaire à l’Université Laval, Colette Brin estime que « ce sont des sources d’information […] avec à la fois une qualité journalistique et […] un style un peu plus web ».  

## Modèle économique
La plateforme numérique reposant sur la gratuité, son modèle économique réside essentiellement dans la publicité, et en particulier dans le marketing ciblé. Le média a co-créé Monquartier en boîte en 2017, un service de livraison de produits locaux à domicile. Étant une vitrine pour les annonceurs ayant un impact sur le territoire, l'objectif d'Arnaud Bertrand est ainsi de promouvoir le commerce local,,. 
La plateforme propose également un annuaire des entreprises locales, un agenda d’activités ou encore des offres d'emploi,. 
En 2024, le média est composé d'une équipe de cinq journalistes et de quelques rédacteurs bénévoles. Son équipe marketing, numérique et administrative compte quatre autres personnes. Le média est rentable,,. 